# Переяславка (аеродром)
Переяславка або Веріно (рос. Верино) — військовий аеродром в Хабаровському краї, за 5 км на північний схід від селища Переяславка та залізничної станції Веріно і приблизно в 55 км на південь від Хабаровська. Тут базувались 300-й і 302-й бомбардувальні авіаційні полки 11-ї повітряної армії.

## Історія
Аеродром вперше був помічений західними розвідками під час розвідувальних польотів Lockheed U-2 у березні 1958 року. Аналітики знайшли злітно-посадкову смугу розміром 7600 x 150 футів, але не змогли розрізнити багато деталей. Пізніші місії виявили припарковані аж 93 літаки, більшість із них МіГ-17. Близько 1970 року на аеродромі з'явились Су-15, хоча МіГ-17 все ще лишались тут.
До 1980-х років роль аеродрому як бази винищувачів зменшилася, і багато літаків було замінено на тактичні та штурмовики. Серед них Су-24 і МіГ-27.
У 2009 військові авіаційні підрозділи були виведені на аеродром Хурба.